# Die 4. Dimension
Die 4. Dimension ist das dritte reguläre Studioalbum der Hip-Hop-Gruppe Die Fantastischen Vier. Es wurde am 8. November 1993 bei Sony Music Entertainment veröffentlicht. 2009 erschien anlässlich des 20. Bühnenjubiläums der Band eine digital überarbeitete Version des Albums, die auch Bonustitel enthält.

## Stil
Mit „Die 4. Dimension“ vollzogen Die Fantastischen Vier, wie das psychedelisch wirkende Coverbild des Albums bereits andeutet, einen Stilwechsel, worauf auch der Text des eröffnenden Stückes Neues Land Bezug nimmt. Die übrigen Texte behandeln vorwiegend das menschliche Selbstbild, was auch auf den Folgealben weitgehend beibehalten wurde.
Der Titel Tag am Meer handelt von einem LSD-Trip, wie Thomas D in einem Interview 2010 bekanntgab. Der Titel lebt neben dem psychedelischen Text vor allem von einem Sample aus This Is the Lost Generation der Lost Generation.
Das Titelstück Die 4. Dimension ist fast ausschließlich um ein Sample vom Stück Orion 2000 von Peter Thomas aufgebaut und stammt aus der Filmmusik der Fernsehserie Raumpatrouille – Die phantastischen Abenteuer des Raumschiffes Orion.
Erstmals setzten Die Fantastischen Vier elektronische Klangeffekte als einen wesentlichen Bestandteil ihrer Musik ein, Schizophren wird zudem mit elektronisch verzerrter Stimme gerappt. Die Instrumentaltitel Weiter weg, Noch weiter weg, Ganz weit weg und Weg bilden den Rahmen des Albums.
Sechs Lieder von „Die 4. Dimension“ wurden 1994 gemeinsam mit der Musikgruppe Megalomaniax für das gemeinsame Projekt „MEGAVIER“ neu eingespielt.
Michael Beck bezeichnet das Album in der Dokumentation Wer 4 Sind als sein Lieblingsalbum.

## Titelliste
| Nr. | Titel                    | Länge |
| --- | ------------------------ | ----- |
| 1.  | Neues Land               | 2:06  |
| 2.  | Die 4. Dimension         | 4:38  |
| 3.  | Tag am Meer              | 4:17  |
| 4.  | Zu geil für diese Welt   | 4:07  |
| 5.  | Weiter weg               | 0:54  |
| 6.  | Schizophren              | 5:01  |
| 7.  | Ganz normal              | 3:34  |
| 8.  | Smudo schweift aus       | 3:47  |
| 9.  | Noch weiter weg          | 0:59  |
| 10. | Sieh dich im Spiegel an  | 3:57  |
| 11. | Laut reden, nichts sagen | 3:31  |
| 12. | Alles ist neu            | 3:34  |
| 13. | Ganz weit weg            | 1:05  |
| 14. | Mach dich frei           | 3:25  |
| 15. | Genug ist genug          | 4:03  |
| 16. | Weg                      | 0:04  |

## Kommerzieller Erfolg

### Chartplatzierungen
Das Album gelangte in Deutschland (Platz 14), Österreich (Platz 23) und der Schweiz (Platz 27) in die Hitparaden.
| ChartsChartplatzierungen | Höchstplatzierung | Wochen |
| ------------------------ | ----------------- | ------ |
| Deutschland (GfK)        | 14 (17 Wo.)       | 17     |
| Österreich (Ö3)          | 23 (2 Wo.)        | 2      |
| Schweiz (IFPI)           | 27 (6 Wo.)        | 6      |

### Auszeichnungen für Musikverkäufe
| Land/Region        | Auszeichnungen für Musikverkäufe (Land/Region, Auszeichnung, Verkäufe) | Verkäufe |
| ------------------ | ---------------------------------------------------------------------- | -------- |
| Deutschland (BVMI) | Gold                                                                   | 250.000  |